# Stenalder i Danmark
Stenalderen i Danmark er en forhistorisk tidsperiode, der varede fra ca. 12.800 f.Kr. – 1.800 f.Kr. Periodens start regnes sædvanligvis fra isens tilbagetrækning fra dansk område efter den sidste istid, Weichsel-istiden, til trods for at der kendes enkelte spor af mennesker fra før Weichsel, nemlig fra Eem-mellemistiden (130.000 – 117.000 år siden), ved Hollerup i Gudenåens brinker, og Holsten-mellemistiden (418.000 – 386.000 år siden), i Sønderjylland nær Christiansfeld. Begge fund antages at stamme fra neandertalere, der dog var uddøde da Weichsel-istiden sluttede.
I Danmark er udviklingen af og gennem stenalderen betinget af to primære forhold[kilde mangler]
- Forskellige stenalderkulturer var allerede udviklet i Europa syd for Danmark, f.eks. madeleinekulturen
- Temperaturstigningen efter istidens afslutning og indvandringen af dyr og planter som beskrevet ved de såkaldte kronozoner.

Overordnet inddeles stenalderen i Danmark i to underperioder:
- Jægerstenalderen (12.800 f.Kr. – 3.900 f.Kr.), hvor menneskene ikke eller kun i kortere perioder var bofaste, og hvor man skaffede føden ved jagt og indsamling, såkaldt jæger-samler-kultur.
- Bondestenalder (3.900 f.Kr. - 1.800 f.Kr.), hvor menneskene overvejende var bofaste i længere perioder og skaffede store dele af føden ved husdyrhold og dyrkning af afgrøder.

Hertil kommer dog forskellige andre kulturelle og teknologiske udviklinger, der skete løbende, og som samlet giver et ganske komplekst billede af forløbet af denne ældste periode i Danmarks (for)historie. Herunder er forsøgt givet en oversigt over sammenhængen mellem perioder, kronozoner og kulturer. Perioderne kaldet ældste, ældre og yngre dryas var kortere kuldeperioder, hvor Danmark ikke var isdækket, men hvor det var for koldt for træer, og Danmark derfor var dækket af tundra. Perioderne er opkaldt efter planten Rypelyng, der på latin hedder Dryas - en plante, der både dengang og nu var meget udbredt på tundraen.
- Kronozone: Ældste dryas ca. 17.000 – 12.800 f.Kr.
- Jægerstenalder  12.800 f.Kr. – 3.900 f.Kr.
  - Ældste stenalder 12.800 f.Kr. – 8.900 f.Kr. - også kaldet palæolitikum.
    - Kronozone: Bøllingtid og Ældre dryas 12.800 – 11.800 f.Kr.
      - Hamburgkultur 12.800-12.000 f.Kr.
      - Federmesserkultur 12.000-11.400 f.Kr.

    - Kronozone: Allerødtiden 11.800-10.600 f.Kr.
      - Brommekultur 11.400-11.000 f.Kr.

    - Kronozone: Yngre dryas 10.750-9.550 f.Kr. Sidste (korte) kuldeperiode.
      - Ahrensburgkultur 10.500-9.000 f.Kr.

  - Ældre stenalder 8.900 f.Kr. - 3.900 f.Kr. - også kaldet mesolitikum.
    - Kronozone: Præboreal tid 9.300-7.900 f.Kr.
Kronozone: Boreal tid 7.900-7.000 f.Kr.
      - Maglemosekultur 9.000 – 6.400 f.Kr.

    - Kronozone: Atlantisk tid 7.000-3.900 f.Kr
      - Kongemosekultur 6.400 – 5.400 f.Kr.
      - Ertebøllekultur 5.400 – 3.900 f.Kr.
- Kronozone: Subboreal tid 3.900-500 f.Kr.
  - Bondestenalder 3.900 f.Kr. - 1.800 f.Kr. - også kaldet neolitikum.
    - Tragtbægerkultur 3.900 – 2.800 f.Kr.
      - Dyssetid 3.900 – 3.300 f.Kr.
      - Jættestuetid 3.300 – 2.800 f.Kr.

    - Grubekeramisk kultur 3.100 – 2.900 f.Kr.
    - Enkeltgravskultur, Snorekeramisk kultur 2.800 – 2.350 f.Kr.
    - Dolktid, Hellekistetid 2.350 – 1.800 f.Kr.

  - Bronzealder 1.800 - 500 f.Kr.

Bronzealderen er medtaget her på listen, fordi den ligesom bondestenalderen ligger i Subboreal tid - og fordi forskellen mellem bondestenalderen og bronzealderen måske ikke var så stor endda. I modsætning til jern i Jernalderen afløste bronzen ikke sten, tak og ben almindelige redskaber, men sås især hos en vordende overklasse og til fremstilling af våben. Bronze var kostbart og havde ikke samme styrke som jern og sten.
I artiklen Det danske kulturlandskabs udvikling kan ses en skematisk præsentation af sammenhængen mellem kronozoner, stenalderens perioder og de forskellige stenalderkulturer.